# 공자 궤심
공자 궤심(公子 跪尋, ? ~ ? 재위: 기원전 530년 음력 10월 ~ ?)은 중국 춘추 시대 원나라의 백작이다.

## 생애
기원전 530년 10월, 원나라 신하들이 교(絞)를 쫓아내고 공자 궤심을 추대하니, 교는 교(郊) 땅으로 달아났다.

## 출전
- 《춘추》 소공 12년

| 전임 교 | 원나라 백작 기원전 530년 음력 10월 ~ ? | 후임 (사실상) 노 |